# Rytro
Rytro [pronunciación en polaco: /ˈrɨtrɔ/] (en ucraniano: Ритро; romanizado: Rytro) es un pueblo en el Distrito de Nowy Sącz, Voivodato de Pequeña Polonia, en el sur de Polonia. Es la sede del gmina (distrito administrativo) llamado Gmina Rytro. Se encuentra aproximadamente 16 kilómetros al sur de Nowy Sącz y 83 kilómetros al sudeste de la capital regional, Kraków.
El pueblo tiene una población de 3,500 habitantes.